# V когорта римских граждан далматов
V когорта римских граждан далматов (лат. Cohors V Delmatarum civium Romanorum) — вспомогательное подразделение армии Древнего Рима.

## Описание
Когорта, вероятно, была набрана в правление императора Октавиана Августа из жителей Далмации после 9 года. К эпохе царствования Клавдия подразделение уже существовало. Непонятно, почему две далматские когорты имеют порядковый номер V: одна, о которой речь пойдёт дальше и V когорта далматов. Спол предполагает, что V когорта римских граждан далматов может быть переименованной I когортой либурнов. Когорта впервые появляется в датируемой эпиграфической записи в 88 году в Мавретании Тингитанской. Она всё ещё там стояла лагерем в 158 году, к которому относится последняя датируемая надпись.
Помимо военных дипломов, нет других эпиграфических свидетельств существования данного подразделения. Название «civium Romanorum» впервые появляется в дипломе от 122 года. Этим почетным титулом обычно награждал император воинские подразделения за проявленную доблесть. Награда включала в себя предоставление римского гражданства всем бойцам когорты, но не для последующих новобранцев. Подразделение, однако, сохраняет престижный титул на неограниченный срок.